# قطعنامه ۱۱۲۹ شورای امنیت
قطعنامه  ۱۱۲۹ شورای امنیت سازمان ملل متحد که در تاریخ ۱۲ سپتامبر ۱۹۹۷ تصویب شد، سندی بین‌المللی دربارهٔ بررسی وضعیت میان عراق و کویت است. این قطعنامه طی نشست ۳۸۱۷ام با ۱۴ رای موافق، ۰ مخالف و ۱ ممتنع تصویب شد.